# Monroedoctrine

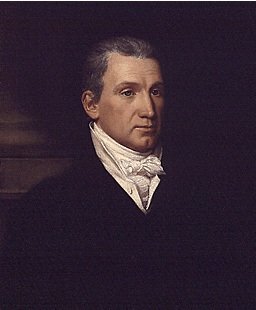
James Monroe

De monroedoctrine was een beginsel in de buitenlandse politiek van de Verenigde Staten vanaf de 19e eeuw. De term is ontleend aan een speech die de Amerikaanse president James Monroe in 1823 hield voor het Amerikaans Congres. Monroe verklaarde elke vorm van Europese bemoeienis op het westelijk halfrond taboe, waarmee hij doelde op politiek ingrijpen in de pas kort onafhankelijke naties in Zuid-Amerika en op nieuwe pogingen Amerika te koloniseren. Monroe beloofde evenwel de bestaande kolonies in handen van de Europese machten te respecteren.
De toespraak van Monroe was een reactie op de Franse inval in Spanje, waarbij in dat land namens de Heilige Alliantie de liberale Grondwet van Cádiz buiten werking werd gesteld. De afgezette liberalen deden een beroep op de Amerikanen om tussenbeide te komen in Spanje. In zijn boodschap aan het Congres wees president Monroe een Amerikaanse bemoeienis met Spanje van de hand. Tegelijk waarschuwde hij, dat Europese restauratiepogingen in Zuid-Amerika niet zouden worden geaccepteerd.
Monroe hoopte met het verbod op interventie ook een stokje te steken voor mogelijke Europese pogingen om het Amerikaanse expansieproces te saboteren. Vooral de Britten, de Spanjaarden en de Russen werden met argusogen gadegeslagen, omdat ze aangrenzende territoria op het continent hadden. Daarnaast hadden vele kolonies in Zuid-Amerika met succes hun onafhankelijkheid bevochten, waarna ze al gauw diplomatieke erkenning van de Verenigde Staten hadden verworven. Om de voormalige kolonisatoren, Spanje voorop, iedere lust te ontnemen de nieuwe naties weer onder hun gezag te brengen, verbood Monroe daarom kolonisatie op het westelijk halfrond. Kolonies die de onafhankelijkheidsgolf hadden doorstaan respecteerde hij echter wel.
De monroedoctrine was defensief bedoeld, namelijk om het interne Amerikaanse expansieproces veilig te stellen. Monroes ideeën waren vooral ingegeven door pragmatisme. De Verenigde Staten zouden er pas rond 1850 in slagen het territorium tot ongeveer de huidige omvang uit te breiden, door enkele gebiedsaankopen en oorlogen met Spanje en Mexico. Alaska en Hawaï zouden nog later volgen.

## Roosevelt Corollary
De monroedoctrine werd ook door latere regeringen gevolgd en verder uitgebreid. In Latijns-Amerika eisten de VS het recht van interventie op als in deze landen de politieke stabiliteit in het geding was of als Amerikaanse belangen in gevaar waren. De VS intervenieerden diverse malen in Midden-Amerika en het Caraïbische gebied als gevolg van deze Roosevelt Corollary, een aanvulling op de monroedoctrine, die Theodore Roosevelt had afgekondigd. Dit vormde zo tegelijk het begin van een meer open en op het buitenland gerichte politiek van de Verenigde Staten – in eerste instantie sterk gewenst door boeren en grote industriëlen om hun overtollige producten in het buitenland te kunnen dumpen – en dus het einde van de monroedoctrine.